# 츄바카
츄바카(Chewbacca)는 《스타워즈》 세계관에 등장하는 가공의 등장인물이다. 키가 크고 털이 많으며, 지능이 높은 두 발 동물 종족인 카쉬크 행성의 우키족 출신이다. 츄이(Chewie)라는 별명을 갖고 있다.

## 상세

### 시스의 복수
오더 66을 발령 받은 클론 트루퍼가 요다를 죽이려 하나 이를 눈치챈 요다가 그들을 죽이고, 신변에 위협을 느낀 요다는 츄바카와 함께 비상 탈출정으로 간다.

## 레전드 세계관
2014년 4월 25일 확장 세계관 (Expanded Universe, 줄여서 EU), 레전드 (Legends) 세계관 리부트 이전 소설 The New Jedi Order: Vector Prime에서 유우잔 봉 전쟁 초기 어느 행성에서 유우잔 봉의 초강력 무기가 충돌로 다가오는 상황에서 주민들을 대피하고 있었다. 대피하는 과정 중 충돌 직전 밀레니엄 팔콘에 탑승하지 못한 한 솔로의 아들 아나킨 솔로를 구한 후 밀레니엄 팔콘에 탑승시키지만 제 시간에 탑승하지 못한 츄바카는 스스로 남아 죽음을 맞이한다.

## 그 외
배우 피터 메이휴는 《스타 워즈》 영화 시리즈에서 츄바카를 연기하였다. 또한 츄바카는 텔레비전 드라마, 책, 만화, 비디오 게임에서도 등장한다.